# Mein Name ist Eugen (Film)
Mein Name ist Eugen ist ein Schweizer Film aus dem Jahr 2005 von Regisseur Michael Steiner. Das Drehbuch basiert lose auf dem gleichnamigen Roman von Klaus Schädelin.

## Handlung
In den 1960er-Jahren leben die Lausbuben Eugen, Wrigley, Bäschteli und Eduard in Bern und hecken einen Streich nach dem anderen aus. Wrigley soll deshalb ins Internat geschickt werden. Er und Eugen entdecken eine Schatzkarte von Fritzli Bühler, dem König der Lausbuben, der einst im selben Haus gelebt hat. Die Helden reissen aus und machen sich auf die Suche nach Fritzli Bühler, der in Zürich leben soll. Die abenteuerliche Flucht führt die beiden durch die halbe Schweiz, wobei sie von wütenden Bauern, besorgten Eltern und vielen Polizisten verfolgt werden. Während der Suchaktion schliessen die vier Jungen einen Bund: «Wir wollen sein ein einig Volk von Bengeln …». Sie erreichen nationale Berühmtheit – wenn auch nur auf Fahndungsplakaten.
In Zürich suchen sie Fritzli Bühler. Zunächst landen sie beim falschen, einem Polizisten, bevor sie auf den richtigen treffen, der mit kaputten Fernsehern handelt. Gemeinsam mit Fritzli verfrachten die Lausbuben dessen unbeliebten Nachbarn auf einen Hochseefrachter. Über Nacht verschwindet Fritzli jedoch mit der Karte und den vieren bleibt nur die Heimkehr zu den Eltern.
Der Film zählt mit etwas mehr als 500'000 Besuchern zu den erfolgreichsten Schweizer Filmen.

## Fehler im Film
Die Krokodillokomotive (Ce 6/8 II 14253 der SBB Historic) ist eine Güterzuglokomotive mit einer Höchstgeschwindigkeit von lediglich 65 km/h. Sie wurde nie für Personenzüge auf der Gotthardlinie eingesetzt. In den 1960er-Jahren fuhr sie ohnehin nur noch im Flachland; für die Anforderungen der Gotthardrampe war sie zu schwach. Die Personenwagen stammen aus den 1930er-Jahren und wurden in den 1960ern vielleicht noch vereinzelt eingesetzt, aber kaum auf der Gotthardstrecke.
Die Citroën DS gab es zwar in den 1960er-Jahren, aber nicht das im Film gezeigte Modell. Die mitlenkenden Scheinwerfer unter Glas gab es zwar ab 1967, aber die versenkten Türgriffe erst ab 1971.
Dass Wrigley nicht Berndeutsch spricht ist kein Filmfehler, da die Inspiration für dessen Figur Richard von Weizsäcker gewesen sein soll, der in den 1930er-Jahren, der Jugendzeit der Buchautors, zusammen mit diesem in Bern zur Schule ging.

## Kritiken
Nach Einschätzung der Redaktion des Lexikon des internationalen Films handelt es sich bei dem Film um eine „aufwändige Dialektverfilmung des Schweizer Kinderbuchklassikers von Klaus Schädelin, die zunächst ein forsches Tempo anschlägt, dann einen eher zweckdienlichen Rhythmus findet und leicht überdrehtes, unterhaltsames Familienkino bietet“.

## Auszeichnungen
Mein Name ist Eugen wurde 2006 in Solothurn mit dem Schweizer Filmpreis ausgezeichnet.